# Nova Crnja
Nova Crnja (in serbo Нова Црња?; in ungherese Magyarcsernye; in tedesco Neuzerne) è una città e una municipalità del distretto del Banato Centrale nel nord-est della provincia autonoma della Voivodina, al confine con la Romania.

## Geografia antropica
Il comune comprende i seguenti villaggi:
- Aleksandrovo anche conosciuto come Velike Livade, di 2 655 abitanti (censimento del 2002)
- Nova Crnja (capoluogo)
- Radojevo
- Srpska Crnja
- Toba
- Vojvoda Stepa